# امامزاده فاضل
امامزاده فاضل تربت حیدریه
فاضلمند در طول جغرافیایی ۲۱ و۵۹ و عرض جغرافیایی ۳۴ و۵۲ دقیقه و در قسمت؟ شهرستان تربت حیدریه در فاصله؟ کیلومتر می‌باشد. ارتفاع آن از سطح دریا ۱۰۱۹ متر می‌باشد. فاضل فرزند موسی کاظم که پس از کشته شدن علی ابن موسی علی بن موسی الرضا به دست مامون به قصد خونخواهی به همراه بقیه اصحاب و اولادش به خراسان عزیمت نمود و به علت درگیری با مأموران مامون در روستایی با همین نام کشته شده‌است.